# ウラジーミル・オセチキン
ウラジーミル・オセチキン (ロシア語: Владимир Осечкин、英語: Vladimir Osechkin、1981年6月14日 - ) は、ロシアの元実業家で人権擁護者である。ロシアの汚職撲滅や囚人の人権擁護などを目的としたグラグ・ネットの創設・運営者である。

## 経歴

### 生い立ち
1981年にサマラで生まれた。母親は心臓専門医、父親はジャーナリストである。子供時代の夢は、ロシア保安庁（FSB）で働き、サマラのギャングと戦うことだったという。サマラ大学法学部に入学したが、卒業していない。学生時代に洗車のアルバイトやイベントの企画・チケット販売をしており、その後に軽油の販売もしていた。
2000年代初頭、サマラで殺人罪で逮捕され、自白を強要されたが、弁護士の援けを受けて無実を証明し、3ヶ月の拘留後に釈放された。その後、モスクワに移って中古車販売業に従事し、2004年にモスクワ地方のクラスノゴルスク近くに販売店をオープンしている。

### 実業家から人権擁護者に転身
2007年、経営していた販売店にロシア内務省の調査が入ったとき、賄賂を要求されたが拒んだ。このことから詐欺罪で告発され、7年の懲役刑を宣告された。オセチキンは眠ることを許されず、届いた小包も台無しにされ、トイレも水もない独房に入れられて自白を強要された。妻は「子どもを孤児院に入れる」と脅迫されたという。
2008年8月に捜査は終了し、判決は2010年7月に懲役7年が言い渡された。耐えかねた妻が判決前に離婚を申し出てきたこともあり、オセチキンは検察庁、調査委員会、大統領など各方面に抗議を始めた。このため、刑務所当局と裁判所は、オセチキンの刑期を4年1ヶ月として2011年6月15日に仮釈放した。
この事件の担当者の一人であるモスクワ州副検察官アレクサンドル・イグナテンコは指名手配され、オセチキンが3ヶ月間収容されていたオゼーリ市の市長アルトゥール・シュマトコと調査官ヴァディム・ヴァシチェンコは収賄罪で有罪になっている。
仮釈放されたときには、事業・アパート・自家用車はモスクワ近郊の検察当局と密接な関係にある者たちに乗っ取られていたという。事件が起こされた目的を「資産の差し押さえ」と見ており、ロシアでは安全にビジネスが出来ないと思ったことや、刑務所内での虐待の横行を目にしたことから、囚人の権利の擁護のためグラグ・ネット（露：Гулагу-нет、Gulagu.net）を立ち上げ人権擁護者となった。
2013年、ロシア議会で「囚人の権利を保護するためのワーキング グループ」を設立し、2年間議長を務めた。当局はオセチキンに対してロシア連邦刑執行庁（FSIN）への協力やグラグ・ネットの内部検閲、利用者のデータ提供を求めてきた。拒否したところ、「信用を傷つけるキャンペーンを行う」と脅迫を受けたという。

### フランスに亡命
2015年9月、オセチキンとグラグ・ネットのサイト・コーディネーターの家宅捜索が行われ、サイト・コーディネーターが逮捕された。同月13日にオセチキンはフランスに出国、亡命申請を行った。かけられた嫌疑（父親の釈放を求める女性から100万ルーブルを詐取した疑い）については、1年後、オセチキンの弁護士が検察庁と調査委員会から「容疑は全て確認されていない」との回答を受け取った。しかし、このときFSBからの圧力は義父や親戚一同にも及んだため、家族ともどもロシアから連れ出した。
現在はフランスのビアリッツに在住して、グラグ・ネットの活動を続けている。
2020年7月3日、ロシアで不在逮捕された。本人はこのことを偶然に知ったかたちであり、捜査官や裁判官からは何の連絡もなく、治安機関がグラグ・ネットを破壊する目的であるとFacebookで述べている。
2022年2月8日、フランスのチェチェン移民より、自らの殺害計画を知らされたことを公表した。これに対して、チェチェン当局は同月11日に否定するコメントを出した。このとき、オセチキンは警察の保護下に置かれたという。
同年3月31日、欧州人権裁判所はロシア政府に対し、長期拘留 (3年と17日間の不当な逮捕延長) についてオセチキンに4100ユーロの賠償金の支払いを命じる判決を出した。
同年5月22日、ウクライナへの軍事侵攻を始めたプーチン大統領と側近の体質について「彼らはロシア国内の全てを掌握し分配を終えたため、同じ手法で今度は国際的なレベルで新しい資産を求めている」「このマフィア体質と犯罪性・治安機関との融合の本質を理解しない限り、それに対する防御策を講じることは不可能である」と警告を行った。
同年9月20日、自らへの暗殺の試みがあったことを公表した。ベリングキャット調査ジャーナリストのクリスト・グロゼフから差し迫った暗殺計画について「殺人者はFSBと組織犯罪に密接に関係している」と警告を受けていたという。殺人者たちはライフルでオセチキンを撃とうとしたが、レーザー照準器の赤い点が壁にあることにオセチキンが気づいたと説明されている。
同日、フランスの検察当局がオセチキンの訴えについて捜査中であると報道された。記事によると、同月12日、赤い点に気付いたオセチキンは、消灯し、家族と床に伏せ、シャッターを閉めて警察に通報したという。警察官や近隣の住民は発砲音を聞いており、検察当局者は「脅威を非常に深刻に受け止めている」ことを表明した。
同年10月2日、オセチキンは自身と反体制運動の活動家ピエール・ハフナーを監視している男の写真を公開した。説明によると、同月1日にウクライナ支援集会に参加したハフナーをつけて写真を撮っている男の姿が記録された。オセチキンの妻もこの男を目撃していたことから、データベースやソフトウェアによる調査をした結果、この男がプーチン大統領のボディーガードをしてる様子や、世界中の有名政治家の近くに写っている写真を複数枚発見したという。このため、万一のときのためにほとんどの情報をクリスト・グロゼフ(ベリングキャット)とロマン・ドブロホトフ(ザ・インサイダー)に渡している。この男はビアリッツの市議会議員エレナ・クトゥゾバが市役所に紹介したFSB大佐アレクセイ・ルチニコフの大学時代の友人で、ハフナーはバイヨンヌ州検察に苦情を申し立てると述べている。
同月25日、オセチキンは20日付で自らの殺害を組織的に準備している犯罪者コミュニティについて刑事訴訟が開始されたことを公表した。パリの捜査判事によって、フランスの最高レベルで捜査されているという。9月22日にクリスト・グロゼフから受け取った情報も含め、フランスの治安機関やEUの法執行機関の働きに大きく依存している危険な立場についてオセチキンは状況を説明。FSBとロシア対外情報庁（СВР）は2021年にスペインとフランスでモスクワから支援を受けている犯罪ネットワークのメンバーの中からオセチキン暗殺を実行するメンバーを選び始めた。このメンバーにFSINの数百の施設で「オブシャク(犯罪コミュニティにおける相互扶助基金)」を支配する機会を与え、事実上FSBが予算外の現金をこのような「特別イベント」向けに提供していたことが分かっているとしている。
同月27日、ロシア当局は3月に「特別軍事作戦中のロシア軍人の活動に関する故意の虚偽情報を公に流布」し「当局とロシア軍の信用を傷つけた」罪でオセチキンが刑事事件の被告人になったことを明らかにした。これについて、オセチキンは「この事件はロシア連邦捜査委員会の捏造であり、プーチン政権の二枚舌の鮮やかな現れである。あの双頭の鳥の片方は私を殺そうとし、もう片方は私を牢屋に入れてから殺そうとしている。彼らは私を憎んでいます。独立したもの、勇気のあるもの、正直でオープンなものをすべて憎んでいるように。KGBの古臭さ VS 民主主義の未来。私は2015年10月からフランスに住んでおり、ロシア連邦の管轄外であり、戦争、殺人、拷問刑務所のために予算から数千億ルーブルを割り当てる全体主義政権の国庫に税金を納めていない。私とロシア連邦の当局と何か関係があるのか？何もない」とコメントした。